# Лужани (село)
Лужани су село у Црној Гори. У прошлости бројна етничка заједница у горњој Зети. Насељавали су пределе у којима данас живе Бјелопавлићи, Пјешивци и делом Пипери. 